# Méthode potentiel-tâche
 (janvier 2016).
Si vous disposez d'ouvrages ou d'articles de référence ou si vous connaissez des sites web de qualité traitant du thème abordé ici, merci de compléter l'article en donnant les références utiles à sa vérifiabilité et en les liant à la section « Notes et références ».
La méthode des potentiels tâches, pouvant être également appelé graphe ou modèle ou réseau ou réseau des antécédents, est une application de la théorie des graphes à l'optimisation de l'ordonnancement de tâches au sein d'un projet industriel complexe.

## Démarche d'utilisation
Elle s'appuie sur l'utilisation d'un graphe où les tâches sont représentées par des sommets et les relations de précédence par des arcs valués.
Les exemples d'étapes de construction d'un réseau potentiels tâches, de définition du chemin critique et du calcul des marges
1. Déterminer la liste  des tâches nécessaires à la réalisation du projet et estimer leur durée
2. Déterminer les dépendances logiques entre les tâches
3. Mise à niveau des tâches d'antériorité
4. Dessiner le diagramme potentiels tâches
5. Calculer pour chaque nœud la date au début au plus tôt  et à la fin au plus tôt
6. Calculer pour chaque nœud la date au début plus tard et à la fin au plus tard (repartir de la date finale)
7. Définir le chemin critique
8. Calculer les marges totales
9. Calculer les marges libres

### Calcul des dates

#### Date début au plus tôt
La date de début au plus tôt d'une tâche est la date avant laquelle la tâche ne peut pas commencer. 

#### Date de fin au plus tôt
La date de fin au plus tôt d'une tâche est la date de début au plus tôt à laquelle on ajoute la durée de la tâche où on soustrait - 1

#### Date de fin au plus tard
La date de fin au plus tard. d'une tâche est la date après laquelle la tâche ne doit pas se terminer, sans remettre en cause la durée (minimale) du projet, lorsque les tâches ont été programmées au plus tôt.

### Calcul des marges et du chemin critique

#### Définitions

##### Chemin critique
Le chemin critique est le chemin constitué de tâches critiques, il existe toujours un chemin critique, il peut également y en avoir plusieurs

##### Tâches critiques
Les tâches critiques sont les tâches pour lesquelles la marge totale est égale à 0.

##### Marge totale
Marge totale est le retard tolérable sur la tâche tel que cela ne porte pas de préjudice à la date de fin du projet

##### Calculs
Marge totale = Date de fin au plus tard - Durée de la tâche - Date de début au plus tôt